# 穆特鲁斯
穆特鲁斯（法語：Mouterhouse，法語發音：[mutəʁuz]；洛林法兰克语：Muterhüse）是法国摩泽尔省的一个市镇，属于萨尔格米讷区。

## 地理
穆特鲁斯（48°59'0"N, 7°26'43"E）面积42.6 平方千米，位于法国大東部大區摩泽尔省，该省份为法国东北部内陆省份，是洛林的一部分，西南接默尔特-摩泽尔省，东临下莱茵省，北与卢森堡和德国接壤。
与穆特鲁斯接壤的市镇（或旧市镇、城区）包括：赖佩尔茨维莱尔、贝伦塔勒、比奇、埃格尔萨特、格岑布吕克、伦贝格、迈森塔勒、维默诺、莫代尔河畔温根。
穆特鲁斯的时区为UTC+01:00、UTC+02:00（夏令时）。

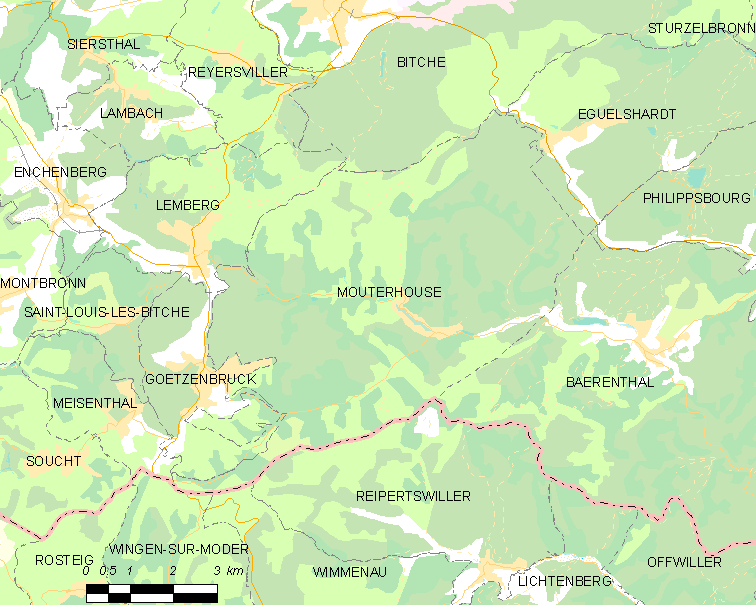
穆特鲁斯的OSM定位图

## 行政
穆特鲁斯的邮政编码为57620，INSEE市镇编码为57489。

## 政治
穆特鲁斯所属的省级选区为比奇县。

## 人口

1962-2008年间穆特鲁斯人口变化图示

穆特鲁斯于2022年1月1日时的人口数量为273人。